# Nebulosa DR 6

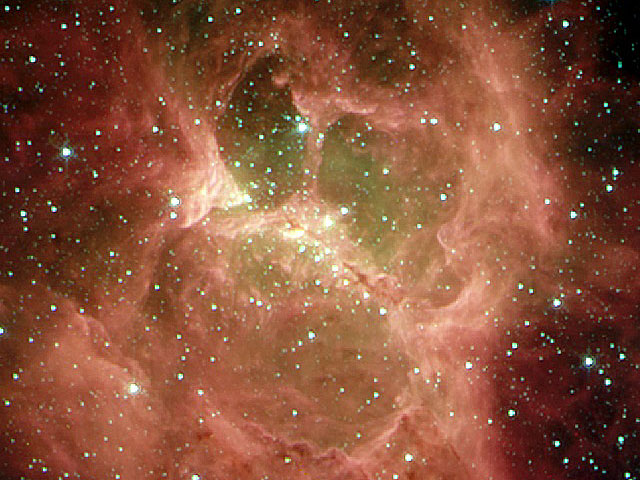
Nebulosa DR 6

DR 6 es un racimo de estrellas en la Vía Láctea, tranquila de polvo, gas, y aproximadamente 10 estrellas grandes recién nacidas, cada uno aproximadamente diez a veinte veces el tamaño del Sol. Fue descubierto por astrónomos en la NASA con el Telescopio Espacial Spitzer, viendo la nebulosa que usa la luz infrarroja.
Las áreas del racimo que aparecen verdes principalmente son compuestas de gas, mientras las partes que parecen ser rojas son hechas de polvo.
La nebulosa DR 6 es localizada aproximadamente 3,900 años luz lejos de la constelación Cygnus. El centro de la nebulosa, donde las diez estrellas son localizadas, es aproximadamente 3.5 años luz de tiempo, aproximadamente el equivalente con la distancia entre nuestro Sol y Alpha Centauri, la estrella más cercana al Sol.

## "Demonio Galáctico"
El DR 6 es también conocido como " Demonio Galáctico" debido a la semejanza de la nebulosa a una cara humana; los astrónomos lo han descrito como "algún tipo de la cara caprichosa espacial", "la acentuación de las regiones parecidas a una cavidad que se parecen a ojos y una boca". Estas cavidades grandes son el resultado "de la luz enérgica" y el viento estelar que viene de las diez estrellas al centro de la nebulosa (la parte también conocida como "la nariz").
A causa del aspecto spooky de la nebulosa, fue destacado sobre el sitio web de la NASA como el Cuadro de Astronomía del Día de Halloween, el 1 de noviembre de 2004.

### Otros usos del término
El término "Demonio Galáctico" (o bien "la Maldición Marciana") antes ha sido usada describir el fenómeno por el cual un gran número de suspenso de misiones Marciano-espacial, como si la artesanía espacial fue comida por un monstruo. Desde 1962, aproximadamente las dos terceras partes de naves espaciales destinadas a Marte han fallado antes del completar su misión.